# Nucleo di sommabilità
In matematica, un nucleo di sommabilità è una famiglia o sequenza di funzioni integrabili periodiche che soddisfano un certo insieme di proprietà, elencate di seguito. Alcuni nuclei, come il nucleo di Fejér, sono particolarmente utili nell'analisi di Fourier. I kernel di sommabilità sono legati all'approssimazione dell'identità.

## Definizione
Sia {\displaystyle \mathbb {T} :=\mathbb {R} /2\pi \mathbb {Z} } il toro. Un nucleo di sommabilità è una sequenza {\displaystyle (k_{n})} in {\displaystyle L^{1}(\mathbb {T} )} che soddisfa
1. {\displaystyle {\frac {1}{2\pi }}\int _{\mathbb {T} }k_{n}(t)\,dt=1}
2. {\displaystyle \|k_{n}\|_{1}\leq M} (uniformemente limitata)
3. {\displaystyle \int _{\delta \leq |t|\leq \pi }|k_{n}(t)|\,dt\to 0} come {\displaystyle n\to \infty }, per ogni {\displaystyle \delta >0} .

Si noti che se {\displaystyle k_{n}\geq 0} per ogni {\displaystyle n}, allora {\displaystyle (k_{n})} è detto essere un nucleo di sommabilità positivo, quindi il secondo requisito segue automaticamente dal primo.

## Esempi
- Il nucleo di Fejér è un nucleo di sommabilità.
- Il nucleo di Dirichlet non è un nucleo di sommabilità, poiché non soddisfa il secondo requisito.

## Convoluzioni
Sia {\displaystyle (k_{n})} un nucleo di sommabilità, e denotiamo con {\displaystyle *} l'operatore di convoluzione.
- Se {\displaystyle f\in {\mathcal {C}}(\mathbb {T} )} (funzioni continue su {\displaystyle \mathbb {T} }), allora {\displaystyle k_{n}*f\to f} in {\displaystyle {\mathcal {C}}(\mathbb {T} )} uniformemente (cioè in norma infinito) quando {\displaystyle n\to \infty }.
- Se {\displaystyle f\in L^{1}(\mathbb {T} )}, poi {\displaystyle k_{n}*f\to f} in {\displaystyle L^{1}(\mathbb {T} )}, come {\displaystyle n\to \infty } .
- In generale, se {\displaystyle f\in L^{p}(\mathbb {T} ),\ 1\leq p<\infty }, allora {\displaystyle k_{n}*f\to f} in {\displaystyle L^{p}(\mathbb {T} )}, per {\displaystyle n\to \infty }
- Se {\displaystyle (k_{n})} è simmetrico radialmente decrescente e {\displaystyle f\in L^{1}(\mathbb {T} )}, allora {\displaystyle k_{n}*f\to f} puntualmente quasi ovunque per {\displaystyle n\to \infty } . Questo fatto utilizza la funzione massimale di Hardy–Littlewood . Se {\displaystyle (k_{n})} non è simmetrico radialmente decrescente, ma la simmetrizzazione decrescente {\displaystyle {\widetilde {k}}_{n}(x):=\sup _{|y|\geq |x|}k_{n}(y)} soddisfa {\displaystyle \sup _{n\in \mathbb {N} }\|{\widetilde {k}}_{n}\|_{1}<\infty }, allora la convergenza quasi ovunque è ancora valida, usando un argomento simile.